# Nomes do Japão
Há muitos nomes do Japão em português, japonês e outras línguas. A palavra "Japão" (ou "Japon") é um exônimo, e é usado (de uma forma ou de outra) por um grande número de idiomas. Os nomes japoneses para Japão são Nippon (にっぽん listenⓘ) e Nihon (にほん listenⓘ). Ambos são escritos em japonês usando o kanji 日本. O nome japonês Nippon é usado para a maioria dos fins oficiais, inclusive sobre a moeda japonesa, selos postais, e para muitos eventos esportivos internacionais. Nihon é um termo mais casual e o mais usado na linguagem contemporânea.

## História
Tanto Nippon quanto Nihon significam, literalmente, "origem do sol", isto é, onde o sol se origina, e são muitas vezes traduzidos como a Terra do Sol Nascente. Esta nomenclatura vem de correspondência imperial com a Dinastia Sui chinesa e refere-se a posição do Japão ao oriente em relação à China. Antes de Nihon entrar em uso oficial, o Japão era conhecido como Wa (倭) ou Wakoku (倭国). Wa era um nome que a China usava como um nome geral para os japoneses no Período Yayoi, por volta do Período dos Três Reinos.
Embora as origens etimológicas de Wa permaneçam incertas, textos históricos chineses registraram um povo antigo que residia no arquipélago japonês (talvez Kyūshū), com nome parecido com *ʼWâ or *ʼWər 倭. Carr (1992:9–10) pesquisou propostas prevalecentes para a etimologia de Wa variando entre viável (transcrição japonesa em primeira pessoa waga 我が pronomes "meu, nosso" e ware 我 "eu, nós, nós mesmos") e vergonhosa (escrevendo em japonês Wa como 倭 implica "anão"), e resume interpretações para *ʼWâ "japonês" em variações sobre duas etimologias: "comportamentalmente 'submisso' ou fisicamente 'curto'." O primeiro, "submisso; obediente" começou com a explicação (121 CE) do dicionário de Shuowen Jiezi. Ele define 倭 como shùnmào 順皃 "obediente/submissivo/de aparência dócil", graficamente explica o radical 亻"pessoa; humano" com um símbolo fonético wěi 委 "sobrado", e cita o poema Shi Jing (Clássico da Poesia). "Concebivelmente, quando os chineses encontraram pela primeira vez os japoneses". Carr (1992:9) sugere "que transcreveu Wa como *ʼWâ 'dobrados para trás', significando curvatura/reverência 'obediente'. Curvar é observado em referências históricas antigas ao Japão". Exemplos incluem "Respeito é mostrado por agachar" (Hou Han Shu, tr. Tsunoda 1951:2), e "eles ou se agacham ou ajoelham, com ambas as mãos no chão. Esta é a maneira que eles mostram respeito." (Wei Zhi, tr. Tsunoda 1951:13). Koji Nakayama interpreta wei 逶 "sinuoso" como "muito longe" e eufemisticamente traduz Wō 倭 como "separado do continente". A segunda etimologia de wō 倭 que significa "anão; pessoa baixa" tem cognatos possíveis em ǎi 矮 "pessoa curta; baixa; anão", wō 踒 "torção; entorse; pernas dobradas", e wò 卧 "deitar-se; agachar-se, sentar-se (animais e aves)". As histórias dinásticas chinesas anteriores se referem a Zhūrúguó 侏儒國 "país dos pigmeus/anões" localizado ao sul do Japão, possivelmente associado com a ilha de Okinawa ou as Ilhas Ryukyu. Carr cita a precedência histórica de interpretar Wa como "povo submisso" e a lenda do "País dos Anões" como evidência de que a etimologia do "povo pequeno" era um desenvolvimento secundário.
Escribas chineses, coreanos e japoneses escreviam regularmente Wa ou Yamato "Japão" com o caractere chinês 倭 até o séc. VIII, quando os japoneses encontraram falhas no caractere, substituindo-o por 和 "harmonia, paz, equilíbrio". Retroativamente, este caractere foi adotado no Japão para se referir ao próprio país, muitas vezes combinados com o caractere 大, que literalmente significa "Grande", bem como os nomes usados para muitas nações, para escrever o nome de Yamato (大和) (por exemplo, como em 大清帝國 Grande Império Qing, 大英帝國 Grande Império Britânico). No entanto, a pronúncia Yamato não pode ser formada a partir dos sons dos caracteres que a constituem; refere-se a um lugar no Japão e é especulado como originalmente significando "Portal da Montanha" (山戸). Outros nomes originais em textos chineses incluem o país de Yamatai (邪马台国), onde a Rainha Himiko viveu. Quando hi no moto, a maneira indígena japonesa de dizer "origem do sol", foi escrito em kanji, foi lhe dado os caracteres 日本. Com o tempo, esses caracteres começaram a ser lidos usando as leituras pseudo-chinesas, primeiro Nippon e depois Nihon, mas ambos os nomes são intercambiáveis atualmente.
Nippon apareceu na história só no final do séc. VII. O Livro antigo de Tang (舊唐書), uma das Vinte e Quatro Histórias, afirma que o emissário japonês não gostava do nome de seu país Woguo (倭國), e o mudou para Nippon (日本), ou "Origem do Sol". Outra crônica do séc. VIII O Verdadeiro Significado de Shiji (史記正義), no entanto, afirma que a Imperatriz chinesa Wu Zetian ordenou que um emissário japonês alterasse o nome do país para Nippon. O Sol tem um papel importante na religião e mitologia japonesas, pois é dito que o Imperador é descendente direto da deusa Amaterasu e a legitimidade do clã regente se baseia nessa designação divina e na descendência da deidade maior da religião xintoísta.
A palavra Japão veio para o Ocidente a partir de rotas de comércio anteriores. A palavra para "Japão" do chinês mandarim antigo ou possivelmente da Língua wu para o Japão foi registrada por Marco Polo como Cipangu. No toisanês moderno (um idioma do subgrupo yue), 日本 é pronunciado como Ngìp Bāwn [ŋip˦˨ bɔn˥], que soa quase idêntico a Nippon. As antigas palavras malaias para o Japão, Jepang, Jipang e Jepun (ortografia moderna Jepun, embora a Indonésia manteve a antiga ortografia), foram emprestadas de uma língua chinesa, e esta palavra malaia foi encontrada por comerciantes portugueses em Malaca no séc. XVI. Acredita-se que os comerciantes portugueses foram os primeiros a levar a palavra para a Europa. Foi registrada pela primeira vez em Inglês em 1577 como Giapan.
Em português, o título moderno oficial do país é simplesmente "Japão", um dos poucos estados-nação a não ter um nome de "forma longa". O nome oficial em japonês é Nippon koku ou Nihon koku (日本国), literalmente "País do Japão". A partir da Restauração Meiji até o fim da Segunda Guerra Mundial, o título completo do Japão foi o "Grande Império do Japão" (大日本帝国 Dai Nippon Teikoku). (A tradução mais poética do nome do Japão durante este período foi "Império do Sol"). O nome oficial da nação foi mudada após a aprovação da constituição do pós-guerra; o título "Estado do Japão" é por vezes usado como um equivalente moderno coloquial.
Embora Nippon ou Nihon ainda sejam, de longe, os nomes mais populares para o Japão dentro do país, recentemente, as palavras estrangeiras do Japão e até mesmo Jipangu têm sido usados em japonês principalmente para o propósito de marcas estrangeiras.

## Outros nomes
Estes nomes foram inventados após a introdução do chinês na língua, e eles aparecem em textos históricos para pré-históricas datas lendárias e também em nomes de deuses e imperadores japoneses:
- Ōyashima (大八洲) significando o Grande país das oito (ou muitas) ilhas,[4] Awaji, Iyo (posteriormente Shikoku), Oki, Tsukushi (posteriormente Kyūshū), Iki, Tsushima, Sado, e Yamato (depois Honshu), observe que Hokkaidō, Chishima e Okinawa não faziam parte do Japão nos tempos antigos. As oito ilhas refere-se à criação das oito principais ilhas do Japão pelos deuses Izanagi e Izanami na mitologia japonesa, bem como o fato de que oito foi um sinônimo para "muitos".
- Yashima (八岛), "Oito (ou Muitas) Ilhas"
- Fusō (扶桑)
- Mizuho (瑞穂) refere-se a espigas de grão, por exemplo em 瑞穂国 Mizuho-no-kuni "País das Exuberantes Espigas (de Arroz)." Do japonês antigo midu > japonês moderno mizu ("água; exuberância; frescor; suculência") + japonês antigo fo > japonês moderno ho ("espiga (de grão, especialmente arroz)").
- Shikishima (敷岛) é escrito com caracteres chineses que sugerem o significado "ilhas que se espalharam", mas esse nome do Japão supostamente se origina no nome de uma área no distrito de Shiki, na província de Yamato, na qual alguns imperadores do Japão antigo residiam. O nome de Shikishima (ou seja, distrito de Shiki) veio a ser usado na poesia japonesa como epíteto da província de Yamato (ou seja, o antigo antecessor da província de Nara) e foi estendido metonimicamente para se referir a toda a ilha de Yamato (ou seja, Honshū) e, eventualmente, para todo o território do Japão. Observe que a palavra shima, embora geralmente signifique apenas "ilha" em japonês, também significa "área, zona, território" em muitos idiomas das ilhas Ryūkyū.
- Akitsushima (秋津岛) ou Toyo-akitsushima (豊秋津岛). De acordo com o significado literal dos caracteres chineses usados para transcrever esses nomes do Japão, toyo significa "abundante", aki significa "outono", tsu significa "porto", shima significa "ilha" e kuni significa "país, terra". Nesse contexto, -tsu pode ser interpretado como um sufixo de caso genitivo fossilizado, como em matsuge "cílios" (me "olho" + -tsu + ke "cabelo") ou no tokitsukaze "um vento oportuno, um vento favorável "(Toki "tempo" "+ -tsu + kaze "vento"). No entanto, akitu ou akidu também são palavras japonesas arcaicas ou dialetais para "libélula", de modo que "Akitsushima" pode ser interpretado como "Ilha da Libélula".[5] Outra interpretação possível levaria akitsu a ser idêntico ao akitsu de akitsukami ou akitsumikami ("deus encarnado, uma divindade manifesta", frequentemente usada como epíteto honorífico do imperador do Japão), talvez com o sentido de "a terra atual, a(s) ilha(s) em que estamos atualmente".
- Toyoashihara no Mizuho no Kuni (豊葦原の瑞穂の国), "País das Exuberantes Espigas das Abundantes Planícies de Junco", Ashihara no Nakatsukuni, "Terra Central das Planícies de Junco", "País Entre Planícies de Junco" (苇原中国).

A transcrição em katakana ジャパン da palavra inglesa Japan é às vezes encontrada em japonês, por exemplo, nos nomes das organizações que procuram projetar uma imagem internacional.
Dōngyáng (東洋) e Dōngyíng (東瀛) - ambos literalmente, "Oceano Oriental" - são termos chineses às vezes usados para se referir exoticamente ao Japão ao contrastá-lo com outros países ou regiões do leste da Eurásia; no entanto, esses mesmos termos também podem ser usados para se referir a todo o leste da Ásia ao contrastar "o leste" com "o oeste". O primeiro termo, Dōngyáng, foi considerado pejorativo quando usado para significar "Japão", enquanto o segundo, Dōngyíng, permaneceu um nome poético positivo. Eles podem ser contrastados com Nányáng (Oceano Meridional), que se refere ao sudeste da Ásia, e Xīyáng (Oceano Ocidental), que se refere ao mundo ocidental. Em japonês e coreano, a palavra chinesa para "Oceano Oriental" (pronunciada como tōyō em japonês e dongyang (동양) em coreano) é usada apenas para se referir ao Extremo Oriente (incluindo o Leste Asiático e o Sudeste Asiático) em geral, e não é usado no sentido chinês mais específico de "Japão".
Na China, o Japão é chamado Rìběn, que é a pronúncia mandarim para os caracteres 日本. A pronúncia em cantonês é Yahtbún [jɐt˨ pun˧˥], a pronúncia em xangainês é Zeppen [zəʔpən] e a pronúncia em Hokkien é Ji̍tpún/Li̍t-pún. Isso influenciou o nome malaio para o Japão, Jepun e a palavra tailandesa Yipun (ญี่ปุ่น). Os termos Jepang e Jipang, em última análise derivados do chinês, foram usados anteriormente em malaio e indonésio, mas hoje estão confinados principalmente ao idioma indonésio. Os japoneses introduziram Nippon e Dai Nippon na Indonésia durante a ocupação japonesa (1942-1945), mas o nativo Jepang permanece mais comum. Em coreano, o Japão é chamado Ilbon (Hangeul: 일본, Hanja: 日本), que é a pronúncia coreana do nome sino-coreano e, em sino-vietnamita, o Japão é chamado Nhật Bản (também representado como Nhựt Bổn). Em mongol, o Japão é chamado Yapon (Япон).